# الإمبراطور كوغين
الإمبراطور كوغين (باليابانية: 孝元天皇 كوغين تينو) هو ثامن أباطرة اليابان في قائمة أباطرة اليابان. لا يوجد أي تواريخ محددة عن فترة حياته أو حكمه.

## اقرأ أيضا
- إمبراطور اليابان
- قائمة أباطرة اليابان